# Navy CIS/Staffel 7
Die siebte Staffel der US-amerikanischen Krimiserie Navy CIS feierte ihre Premiere in den USA am 22. September 2009. Das Finale wurde am 25. Mai 2010 gesendet. In Deutschland startete die Staffel am 28. Februar 2010. Am 31. Oktober 2010 wurde in Deutschland die letzte Folge der Staffel gesendet. In der Schweiz wurde die Staffel vom 8. März bis zum 16. November 2010 ausgestrahlt.

## Darsteller
| Rollenname                           | Schauspieler      | Synchronsprecher  |
| ------------------------------------ | ----------------- | ----------------- |
| Special Agent Leroy Jethro Gibbs     | Mark Harmon       | Wolfgang Condrus  |
| Special Agent Anthony „Tony“ DiNozzo | Michael Weatherly | Norman Matt       |
| Special Agent Ziva David             | Cote de Pablo     | Maria Koschny     |
| Abigail „Abby“ Sciuto                | Pauley Perrette   | Antje von der Ahe |
| Special Agent Timothy „Tim“ McGee    | Sean Murray       | Marius Clarén     |
| Director Leon Vance                  | Rocky Carroll     | Leon Boden        |
| Dr. Donald „Ducky“ Mallard           | David McCallum    | Eberhard Prüter   |
| Jimmy Palmer                         | Brian Dietzen     | Rainer Fritzsche  |

## Episoden
| Nr. (ges.) | Nr. (St.) | Deutscher Titel          | Originaltitel         | Erstausstrahlung USA | Deutschsprachige Erstausstrahlung (D) | Regie               | Drehbuch                            |
| --- | --------- | ------------------------ | --------------------- | -------------------- | ------------------------------------- | ------------------- | ----------------------------------- |
| 139 | 1         | Der Joker                | Truth or Consequences | 22. Sep. 2009        | 28. Feb. 2010                         | Dennis Smith        | Jesse Stern                         |
| DiNozzo wird von einem Sudanesen gefangen genommen. Er fragt ihn dabei darüber aus, was ihn zu ihm geführt hat. So erzählt er, wie sie ohne Ziva arbeiten mussten, einen Ersatz für sie suchten und schließlich herausfanden, dass sie in Gefahr ist und gerettet werden muss. Als dann Ziva in den Raum gebracht wird, wendet sich das Blatt. |           |                          |                       |                      |                                       |                     |                                     |
| 140 | 2         | Wie ein Vater            | Reunion               | 29. Sep. 2009        | 7. März 2010                          | Tony Wharmby        | Steven D. Binder                    |
| Das Team untersucht eine Junggesellenparty bei der drei Gäste ermordet worden sind. Einer starb durch Hängen, der zweite durch Ertränken in der Toilette und der dritte durch eine Alkoholvergiftung. Allen Opfern wurden nach ihrem Tod das Kopfhaar abrasiert. Nach einer gründlichen Untersuchung findet das Team einen Verdächtigen, einen Polizeioffizier, der von dreien in der Highschool gemobbt worden ist und in der gleichen Weise misshandelt worden ist, wie die Opfer aufgefunden worden sind. |           |                          |                       |                      |                                       |                     |                                     |
| 141 | 3         | Der Insider              | The Inside Man        | 6. Okt. 2009         | 14. März 2010                         | Tony Wharmby        | George Schenck & Frank Cardea       |
| Als der politische Blogger Matt Burns tot aufgefunden worden ist, nachdem er von einer Brücke gestoßen worden ist, als er einem Tipp folgte, hat der NCIS ein spezielles Interesse an der Untersuchung seines Todes. In seinem Blog verdächtigte Burns den NCIS, den Mord des jungen Navy-Offiziers Rod Arnett gedeckt zu haben, den Burns des Insiderhandels verdächtigte. Der NCIS hat geschlussfolgert, dass Arnetts Autounfall bloß ein unglücklicher Autounfall war und kein Mord. Schließlich versuchen sie, Arnetts Körper zu exhumieren, um weitere Untersuchungen anstellen zu können und finden dabei heraus, dass seine Leiche gestohlen worden ist. |           |                          |                       |                      |                                       |                     |                                     |
| 142 | 4         | Damokles                 | Good Cop, Bad Cop     | 13. Okt. 2009        | 21. März 2010                         | Leslie Libman       | Jesse Stern; David J. North         |
| Am Ende der Welt taucht die Leiche eines schon lange vermissten Marine auf. Gibbs und Vance ermitteln gemeinsam, da sich schon bald zeigt, dass Ziva unmittelbar mit dem Tod des Marine zu tun hat. Gibbs und Vance versuchen aufzuklären, was an Bord der versunkenen Damokles wirklich geschehen ist und welches dunkle Geheimnis Ziva verdrängt. |           |                          |                       |                      |                                       |                     |                                     |
| 143 | 5         | Böse Streiche            | Code of Conduct       | 20. Okt. 2009        | 28. März 2010                         | Terrence O’Hara     | Reed Steiner & Christopher J. Waild |
| Ein Marine, der bekannt und gefürchtet wegen seiner teilweise recht derben Streiche war, wird in der Halloween-Nacht ermordet aufgefunden. Gibbs und sein Team beginnen mit ihren Ermittlungen. Hierbei stellt sich die Frage, ob der Marine sterben musste wegen seiner Streiche, war es ein Racheakt eines Opfers? Im Team versucht Ziva sich neu zu integrieren und der Rest des Teams macht so seine eigenen Halloween-Erfahrungen. |           |                          |                       |                      |                                       |                     |                                     |
| 144 | 6         | Das Boot                 | Outlaws and Inlaws    | 3. Nov. 2009         | 4. Apr. 2010                          | Tony Wharmby        | Jesse Stern                         |
| An Bord von Gibbs’ Boot Kelly werden zwei tote Söldner aufgefunden. Durch den Tod der beiden Söldner und die Verwicklung seines Bootes in den Fall, wird Gibbs gezwungen einen alten Freund neu zu betrachten. Gibbs und sein Team müssen bei Mike Franks therapeutisch tätig werden, da es sonst zu einem internationalen Konflikt kommen könnte, da eine tödliche Angelegenheit Mike doch sehr belastet. Gaststars: Muse Watson als Mike Franks und Paul Telfer als Damon Werth. |           |                          |                       |                      |                                       |                     |                                     |
| 145 | 7         | Der letzte Schuss        | Endgame               | 10. Nov. 2009        | 11. Apr. 2010                         | James Whitmore, Jr. | Gary Glasberg                       |
| Leon Vance muss die Hilfe von Gibbs und seinem Team in Anspruch nehmen. Aus Vances Vergangenheit taucht ein nordkoreanischer Killer in Washington D.C. auf, um erneut seinen Auftrag zu erledigen. Vance stellt sich endlich seiner Vergangenheit und es offenbart sich eine bizarre Verbindung zum Killer, der nicht nur Vance das Leben kosten könnte, sondern auch seine Familie. |           |                          |                       |                      |                                       |                     |                                     |
| 146 | 8         | Unplugged                | Power down            | 17. Nov. 2009        | 18. Apr. 2010                         | Thomas J. Wright    | Steven D. Binder & David J. North   |
| Bei einem versuchten Raubüberfall bleibt ein toter Lieutenant zurück, sowie ein großes Chaos. Gibbs und sein Team beginnen mit ihren Ermittlungen und stehen dabei gänzlich im Dunkeln, da die ganze Stadt ohne Strom ist. Anscheinend haben der Stromausfall und der Raub etwas miteinander zu tun. Bei der Toten handelt es sich um Navy Leutnant Emma Paxton. Sie gerät posthum in Verdacht, an dem Einbruch in der Server-Firma SwiftCast beteiligt gewesen zu sein. Blutproben vom Tatort können schließlich den wahren Täter überführen. |           |                          |                       |                      |                                       |                     |                                     |
| 147 | 9         | Kinderspiel              | Child’s play          | 24. Nov. 2009        | 25. Apr. 2010                         | William Webb        | Reed Steiner                        |
| Eigentlich wollte das NCIS-Team gemütlich Thanksgiving feiern, doch dann wird die Leiche eines brutal ermordeten Marine Corporals gefunden. Er war Aufseher im Sattler-Institut, wo hochbegabte Kinder bei der Forschung und Entwicklung in Sachen Militärstrategien helfen. In Collagen von Angela Kelp, die 12 Jahre alt ist, findet Abby schließlich hoch geheime Funkstörsignale. Die hochbrisanten Daten wurden heimlich nach China verkauft. Angela wird in Duckys Haus in Schutzhaft genommen. Eine zweite Leiche, die Frau, die den Verkauf der Daten organisiert hat, wird gefunden. Als das Mädchen aus dem sicheren Haus flüchtet und zu ihrer Mutter nach Hause läuft, kann das Team den Mörder in letzter Sekunde stellen. In der letzten Szene feiert das gesamte Team gemeinsam bei Ducky Thanksgiving. |           |                          |                       |                      |                                       |                     |                                     |
| 148 | 10        | Die Ehre der Familie     | Faith                 | 15. Dez. 2009        | 2. Mai 2010                           | Arvin Brown         | Gary Glasberg                       |
| Das NCIS-Team wird herbeigerufen, um den Tod eines zum Islam konvertierten Marines zu untersuchen. Der Sohn eines Pastors scheint das Opfer eines Hass-Verbrechens geworden zu sein. Außerdem versucht Gibbs herauszufinden, warum sein Vater während eines Besuches ein seltsames Verhalten an den Tag legt. Durch einen Überfall hat er ein schwerwiegendes Trauma erlitten und sucht bei Gibbs Rat. Der Vater des Opfers, ein ehemaliger Navy-Offizier und mittlerweile Reverend, gerät schnell unter Verdacht, da er keine Möglichkeit ausgelassen hat, um seinen Sohn wieder vom Islam abzubringen. Gibbs findet daraufhin heraus, dass nicht der Vater, sondern der Bruder der Schuldige ist, da er nicht akzeptieren kann, dass sein Bruder Muslim geworden war. Gaststar: Ralph Waite als Jackson Gibbs. |           |                          |                       |                      |                                       |                     |                                     |
| 149 | 11        | Rocket Man               | Ignition              | 5. Jan. 2010         | 9. Mai 2010                           | Dennis Smith        | Jesse Stern                         |
| Als die verkohlte Leiche eines Navy-Leutnants in einem ausgebrannten Waldstück gefunden wird, findet das Ermittlerteam heraus, dass der Pilot ein Jet-Pack geflogen ist und abgestürzt ist. Es kommt heraus, dass er neben seinem Beruf als Testpilot auch private Aufträge angenommen hat, wie den des Paares Tillmann. Eine Rechtsanwältin, Allison Hart, die Groll gegen Gibbs hegt, versucht ihn von den Tillmanns, ihren Mandanten fernzuhalten. Abby entdeckt, dass das Opfer vergiftet wurde, bevor es mit dem Jet-Pack geflogen war. Dies führt zu seinem Commander, der die Technologie von privaten Unternehmen und der Marine genutzt hat, um sein eigenes Jet-Pack zu bauen und das Opfer getötet hat, um ihn nicht beteiligen zu müssen. Später entdeckt Gibbs, dass die Anwältin auch Commander Bell vertritt. Gaststar: Rena Sofer als M. Allison Hart. |           |                          |                       |                      |                                       |                     |                                     |
| 150 | 12        | Der doppelte Tony        | Flesh and Blood       | 12. Jan. 2010        | 16. Mai 2010                          | Arvin Brown         | George Schenck & Frank Cardea       |
| Ein saudischer Prinz entkommt einem Attentat, während er die Flugschule der United States Navy besucht. Das Team ist mit den Untersuchungen, sowie mit dem Schutz des Prinzen beauftragt. Unterdessen erscheint sehr zu Tonys Missfallen sein Vater. Dieser versucht mit dem Vater des Prinzen Geschäfte abzuwickeln. Später entdeckt das Team, dass die Attentäter nicht Terroristen waren. Ursprünglich wollte der Bruder des Prinzen, dem der westliche Lebensstil seines Bruders ein Dorn im Auge war, Sayif den Märtyrertod sterben lassen. Dennoch gelingt es dem Bruder, das Land zu verlassen, denn Gibbs sind aufgrund seiner diplomatischen Immunität die Hände gebunden. Prinz Omar, der Vater der beiden, verspricht hingegen für eine gebührende Bestrafung seines ältesten Sohnes zu sorgen. Unterdessen findet Tony heraus, dass sein Vater in Wirklichkeit pleite ist. Allerdings ist er nicht bereit, seinen Vater damit zu konfrontieren. In der letzten Szene erzählt Tony Gibbs bei einem Bier, dass er seinen Vater trotz ihrer zerrütteten Beziehung immer geliebt hat. Gaststar: Robert Wagner als Anthony DiNozzo Sr. |           |                          |                       |                      |                                       |                     |                                     |
| 151 | 13        | Wie im Flug              | Jet Lag               | 26. Jan. 2010        | 23. Mai 2010                          | Tony Wharmby        | Christopher J. Waild                |
| Auf dem Rückflug von Paris erkennen Tony und Ziva, dass ihr Auftrag, Nora Williams, eine Regierungszeugin in einem Veruntreuungsfall, zu schützen, in Gefahr ist, da sich an Bord der Maschine auch ein auf die Frau angesetzter Auftragsmörder befindet. Schnell verdächtigen sie Art Neeley, einen Air Marshal, der jedoch kurze Zeit später ermordet auf der Flugzeugtoilette gefunden wird. |           |                          |                       |                      |                                       |                     |                                     |
| 152 | 14        | Kobalt 60                | Masquerade            | 2. Feb. 2010         | 30. Mai 2010                          | James Whitmore, Jr. | Steven D. Binder                    |
| Das NCIS-Team muss eine Gruppe von Terroristen aufhalten, die eine Bombe hochgehen lassen wollen. Gaststar: Rena Sofer als M. Allison Hart. |           |                          |                       |                      |                                       |                     |                                     |
| 153 | 15        | Vollgas                  | Jack Knife            | 9. Feb. 2010         | 6. Juni 2010                          | Dennis Smith        | Jesse Stern                         |
| Nachdem ein Fahrer eines unseriösen Transportunternehmens tot gefunden wird, muss die NCIS-Mannschaft mit dem FBI zusammenarbeiten, um die illegalen Tätigkeiten des Unternehmens zu beenden und den Mörder zu finden. Gaststars: Joe Spano als FBI-Agent Fornell und Paul Telfer als Damon Werth. |           |                          |                       |                      |                                       |                     |                                     |
| 154 | 16        | Schwiegermuttertag       | Mother’s Day          | 2. März 2010         | 5. Sep. 2010                          | Tony Wharmby        | Gary Glasberg & Reed Steiner        |
| Gibbs wird gezwungen, sich an seine schmerzhafte Vergangenheit zu erinnern, als seine ehemalige Schwiegermutter als Zeugin in einer Morduntersuchung fungiert und dabei von Allison Hart vertreten wird, weil sie selbst ins Fadenkreuz gerät. Gaststar: Rena Sofer als M. Allison Hart. |           |                          |                       |                      |                                       |                     |                                     |
| 155 | 17        | Zwei Leben               | Double Identity       | 9. März 2010         | 12. Sep. 2010                         | Mark Horowitz       | George Schenck & Frank Cardea       |
| Ein Mann wird mit einer Schussverletzung aufgefunden. Nach den Aufzeichnungen war der Marine in Afghanistan und dort „missing in action“. Es tauchen zwei Frauen auf, die beide behaupten, mit dem Opfer verheiratet zu sein. Kurz nachdem Tony den Marine mit dieser Tatsache konfrontiert, stirbt dieser. |           |                          |                       |                      |                                       |                     |                                     |
| 156 | 18        | Der Schatz der Calafuego | Jurisdiction          | 16. März 2010        | 19. Sep. 2010                         | Terrence O’Hara     | Lee David Zlotoff                   |
| Das NCIS-Team muss mit der CGIS Agency den Mord an einem Marinetaucher klären. Dieser wurde tot aufgefunden, nachdem er einen versunkenen Schatz zu finden versuchte. Gaststar: Diane Neal als CGIS Special Agent Abigail Borin. |           |                          |                       |                      |                                       |                     |                                     |
| 157 | 19        | Holly Snow               | Guilty Pleasure       | 6. Apr. 2010         | 26. Sep. 2010                         | James Whitmore, Jr. | Reed Steiner & Christopher J. Waild |
| Als das NCIS-Team eine Verbindung zwischen dem Tod eines Marineoffiziers und einem Callgirl sieht, sind sie auf die Hilfe von Holly Snow angewiesen, um den Schuldigen zu finden. |           |                          |                       |                      |                                       |                     |                                     |
| 158 | 20        | Ein rotes Haar           | Moonlighting          | 27. Apr. 2010        | 3. Okt. 2010                          | Thomas J. Wright    | Steven D. Binder & Jesse Stern      |
| Ein Mord während der Nachtschicht eines NCIS-Polygraphen muss geklärt werden. Gaststar: Joe Spano als FBI Special Agent Fornell. |           |                          |                       |                      |                                       |                     |                                     |
| 159 | 21        | Regel Nummer Zehn        | Obsession             | 4. Mai 2010          | 10. Okt. 2010                         | Tony Wharmby        | George Schenck & Frank Cardea       |
| DiNozzo sucht wie besessen nach einer Frau, deren Bruder ermordet worden ist, während das NCIS-Team den Mörder des Mannes zu finden versucht. Gaststars: Rena Sofer als M. Allison Hart und Marco Sanchez als Alejandro Rivera. |           |                          |                       |                      |                                       |                     |                                     |
| 160 | 22        | Kalte Spuren             | Borderland (1)        | 11. Mai 2010         | 17. Okt. 2010                         | Terrence O' Hara    | Steven D. Binder                    |
| Der NCIS muss einen Serienmörder finden, und die Untersuchung führt zu einem überraschenden Ergebnis. Gaststars: Marco Sanchez als Alejandro Rivera und Jacqueline Obradors als Paloma Reynosa. |           |                          |                       |                      |                                       |                     |                                     |
| 161 | 23        | Ein guter Patriot        | Patriot Down (2)      | 18. Mai 2010         | 24. Okt. 2010                         | Dennis Smith        | Gary Glasberg                       |
| Das NCIS-Team macht eine überraschende Entdeckung, als es den Mord an einem ihrer Mitglieder untersucht. Gaststar: Rena Sofer als M. Allison Hart. |           |                          |                       |                      |                                       |                     |                                     |
| 162 | 24        | Regel 51                 | Rule Fifty-One (3)    | 25. Mai 2010         | 31. Okt. 2010                         | Dennis Smith        | Jesse Stern                         |
| Gibbs wird von Paloma Reynosa gefangen genommen, der Tochter des Drogendealers, den er einst erschoss. Sie erklärt ihm, dass sie damit begonnen hat, jeden zu töten, mit dem Gibbs jemals zu tun hatte. Sollte er sich weigern, mit ihr zusammenzuarbeiten, wird sie damit weitermachen bis Gibbs ganz allein ist. Zudem stellt sich heraus, dass Alejandro Rivera Palomas Bruder ist. Nachdem Abby bewiesen hat, dass Gibbs den Drogendealer erschossen hat, versucht sie mit allen Mitteln den Versand ihrer Ergebnisse nach Mexiko zu verhindern. Während Ziva vereidigt wird, muss sich Tony um das Problem Alejandro Rivera kümmern. Gibbs schreibt seine einundfünfzigste Regel nieder. In der letzten Einstellung betritt Paloma Reynosa den Laden von Gibbs’ Vater. Gaststars: Rena Sofer als M. Allison Hart, Ralph Waite als Jackson Gibbs, Muse Watson als Mike Franks, Marco Sanchez als Alejandro Rivera und Jacqueline Obradors als Paloma Reynosa. |           |                          |                       |                      |                                       |                     |                                     |

## DVD-Veröffentlichung
In den USA erschien die komplette Staffel am 24. August 2010 auf DVD. In Deutschland erschien die Staffel in zwei Teilen am 9. Juni 2011. In Australien erschien die Staffel am 7. Juli 2011.